# 1204 Renzia
1204 Renzia este o planetă minoră (asteroid), cu un diametru de , din Mars-crossing asteroid[*]. A fost descoperită pe 6 octombrie 1931 la Observatorul Königstuhl de Karl Wilhelm Reinmuth și a fost numită după Franz Robert Renz⁠(d). 
Obiectul prezintă o orbită caracterizată de o semiaxă mare de 2,2628977 UAi, o excentricitate de 0,292774, o înclinație de 1,87967 ° în raport cu ecliptica.